# Паррингтон, Дэвид
Дэвид Нил Паррингтон (англ. David Neale Parrington; род. 28 июля 1955, Уолласи, Мерсисайд) — родезийский и зимбабвийский прыгун в воду, ватерполист и пловец. Участник летних Олимпийских игр 1980 года.

## Биография
Дэвид Паррингтон родился 28 июля 1955 года в британском городе Уолласи.
Вырос в южнородезийском городе Солсбери (сейчас Хараре в Зимбабве). Окончил местную среднюю школу Маунт-Плезант. После школы четыре года служил в британской южноафриканской полиции. В 1978 году стал стипендиатом Хьюстонского университета.
Помимо прыжков в длину участвовал в соревнованиях по плаванию и водному поло. Играл за сборную Зимбабве по водному поло.
В 1980 году вошёл в состав сборной Зимбабве на летних Олимпийских играх в Москве. В прыжках с 3-метрового трамплина занял в квалификации последнее, 24-е место, набрав 416,670 балла и уступив 115,350 балла попавшему в финал с 10-го места Рикардо Камачо из Испании. В прыжках с 10-метровой вышки занял в квалификации предпоследнее, 22-е место, набрав 356,670 балла и уступив 130,440 балла попавшему в финал с 10-го места Сергею Немцанову из СССР.
До 1990 года работал тренером по прыжкам в воду в Хьюстоне, после чего перебрался в университет Теннесси, где в 2018 году стал главным тренером.
Был тренером сборной Зимбабве по прыжкам в воду на летних Олимпийских играх 1996 и 2000 годов. В 2007 и 2014 годах тренировал сборную США.

## Семья
Дед — Фрэнк Паррингтон, британский прыгун в воду. 11-кратный чемпион Великобритании.
Отец — Фрэнк Паррингтон, британский тренер по плаванию.
Мать — Лиллиан Прис (в замужестве — Паррингтон; 1928—2004), английская и британская пловчиха. Участница летних Олимпийских игр 1948 и 1952 годов, бронзовый призёр чемпионата Европы 1947 года.
Брат — Мартин Паррингтон, южноафриканский ватерполист.
Жена — Мэри Уилсон, массажистка команды университета Теннесси по плаванию и прыжкам в воду.